# Srđan Subotić
Srđan Subotić (Spalato, 27 febbraio 1980) è un allenatore di pallacanestro ed ex cestista croato.

## Carriera

### Allenatore
Il 9 agosto 2021 viene ufficializzato come nuovo capo allenatore del Spalato, ruolo precedentemente ricoperto da Mile Karakaš. Il 13 settembre fa il suo debutto sulla panchina dei Žuti guidando la squadra spalatina nella vittoria, valevole per il primo turno preliminare di Basketball Champions League, contro l'AEK Larnaca. Il 7 giugno 2023 viene ufficializzato dal club spalatino il termine dell'incarico dell'allenatore data la scadenza del contratto di quest'ultimo.

## Palmarès
- Campionato svedese: 1

Sundsvall Dragons: 2008-09